# Rollenbergtunnel
Der Rollenbergtunnel ist ein 3.303 Meter langer Eisenbahntunnel der Schnellfahrstrecke Mannheim–Stuttgart, nordöstlich von Bruchsal. Im Tunnel durchfährt die Strecke, in südöstlicher Richtung, die Höhenrücken Rollenberg, Eisenhut und Spiegelberg.
Die Röhre wird von Personenfern- und Güterzügen mit bis zu 250 km/h befahren. Eine markante Besonderheit ist das Nordwestportal, das durch die hier befindliche Abzweigstelle Bruchsal Rollenberg drei Gleise aufnimmt.

## Verlauf

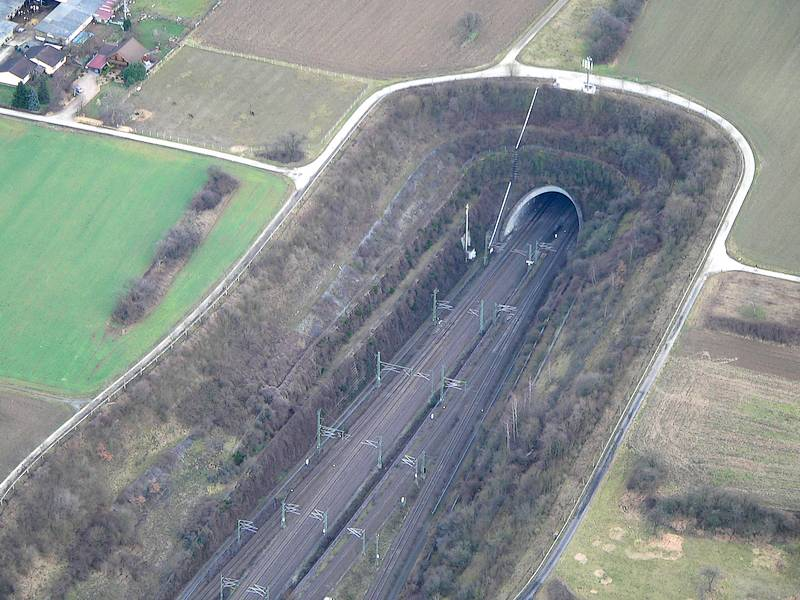
Nordwestportal mit einführenden Strecken (Blick Richtung Südosten)

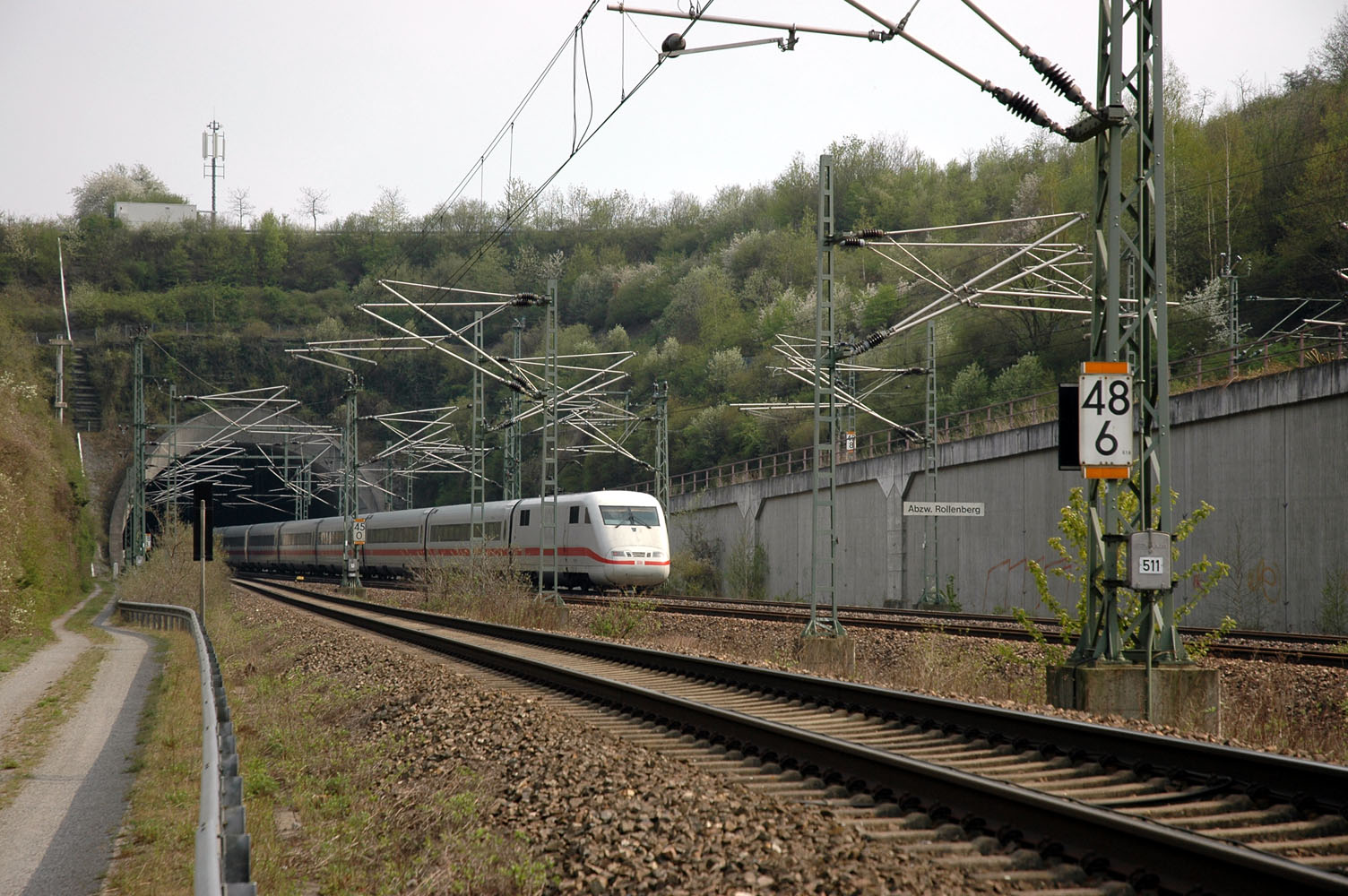
Nordwestportal des Rollenbergtunnels (April 2006)

Die Röhre ist einer von drei Tunneln der Neubaustrecke, die auf dem Gebiet der Gemarkung Bruchsal verlaufen. Das Nordwestportal liegt zwischen Bruchsal und Ubstadt-Weiher, das Südostportal zwischen Bruchsal und Kraichtal. Beiden Portale sind Voreinschnitte vorgelagert.
Die Trasse verläuft zwischen den Streckenkilometern 45,18 und 48,48 in südöstlicher Richtung auf rund drei Kilometern Länge in einer Geraden, die zum Südostportal hin in eine Linkskurve von 7.500 m Radius übergeht.
Der Tunnel liegt in einem Bereich der Strecke, in dem diese um 130 m Höhenmeter, vom Rheintal in den Kraichgau, in südöstlicher Richtung ansteigt. Auch in der Röhre steigt die Gradiente zum Südostportal hin durchgängig mit 12,5 Promille um rund 41 Höhenmeter an. Die Überdeckung liegt zwischen rund 6 und 63 m.
Eine Besonderheit ist die am Nordwestportal bei km 45,3 liegende Abzweigstelle Bruchsal Rollenberg. Von der zweigleisigen Strecke münden hier drei Gleise von der Bahnstrecke Mannheim–Heidelberg–Karlsruhe ein.
Vor dem Nordwestportal liegen fünf Gleise, die sich im Portalbereich auf drei Gleise verengen (zwei Neubaustrecken-Streckengleise und das in das südwestliche Gleis einführende Gleis aus Richtung Bruchsal/Heidelberg). Kurz darauf fädelt das dritte Gleis in das südwestliche Streckengleis ein. Das Nordwestportal des Rollenbergtunnels ist das einzige Eisenbahntunnelportal in Deutschland mit drei Gleisen (am Irlahülltunnel und Frankfurter-Kreuz-Tunnel werden vier erreicht). Mit einem Querschnitt von 210 m² ist es darüber hinaus eines der größten Tunnelportale an einer deutschen Schnellfahrstrecke.
Im Tunnel liegt, beim Streckenkilometer 47,3, die Überleitstelle Bruchsal-Eisenhut.

### Geologie
Im Tunnel werden, in südöstlicher Richtung, die geologischen Formationen des Muschelkalks, des Lettenkeupers sowie, im Gipskeuper (Grabfeld-Formation), Schichten von Grundgips, dem Bochinger Horizont und Dunkelroter Mergel durchfahren. Der Muschelkalk ist überwiegend aus hartem Kalkstein und Dolomit aufgebaut.
Die Durchfahrung des Gipskeupers, der bei Berührung mit Wasser stark aufquillt, erforderte ein besonderes Bauverfahren mit einer „Knautschzone“ in der Tunnelsohle, das beim Rollenbergtunnel weltweit erstmals zur Anwendung kam.

## Geschichte

### Planung
In der Planungsphase lag das Bauwerk in den Planfeststellungsabschnitten 6a (Ubstadt-Weiher, Streckenkilometer 43,736 bis 47,775) und 6b (Bruchsal, km 47,775 bis 51,085).
Nach dem Planungsstand von 1973 sollten im Anschluss an eine Überquerung der Bundesstraße 3 zwei 2,4 km und 0,7 km lange Tunnel entstehen. Eine höhenfreie Verknüpfung der Neubaustrecke mit der Rheintalbahn war vorgesehen. Diese Verbindungskurve sollte teilweise ebenfalls in Tunneln geführt werden.
Das Planfeststellungsverfahren im Abschnitt 6a wurde im November 1976 eingeleitet. Am 16. Mai 1979 wurde ein neues Planfeststellungsverfahren eröffnet. Die 75 erhobenen Einwendungen wurden am 23. November 1981 erörtert. Am 10. März 1983 legte das Regierungspräsidium seine Stellungnahme vor. Gegen den Planfeststellungsbeschluss vom 29. April 1983 wurden zwei Klagen erhoben. Er wurde am 19. Dezember 1983 rechtskräftig.
Im Abschnitt 6b wurde der Planfeststellungsverfahren zunächst im April 1975 eingeleitet. Am 20. Februar 1981 wurde ein neues Planfeststellungsverfahren eröffnet. Die 68 erhobenen Einwendungen wurden am 15. September 1981 erörtert. Am 7. Juni 1982 legte das Regierungspräsidium seine Stellungnahme vor, bevor am 16. September 1982 der Planfeststellungsbeschluss erging, gegen den drei Klagen erhoben wurden. Der Beschluss wurde am 28. Oktober 1985 rechtskräftig.
Bereits 1983 war das Bauwerk mit seiner später realisierten Länge von 3303 m geplant gewesen.

### Bau
Dem Bau des Fahrtunnels ging zunächst ein Probevortrieb voraus. Ab Juni 1980 wurde dazu zunächst ein 23 m Zugangsschacht von 4 m Durchmesser im Rohrbachtal (km 47,660) angelegt. Von dessen Ende wurde zunächst eine 38 m lange Kaverne von 60 m² Querschnitt in südöstlicher Richtung als Kalotte des späteren Tunnels aufgefahren. Die Baukosten für diesen ersten Abschnitt lagen bei 1,5 Millionen D-Mark.
Ab Oktober 1982 wurde, beidseitig aus demselben Schacht, ein insgesamt 1.575 m langer Erkundungsstollen von 12 m² bzw. 19 m² Querschnitt (Hufeisenprofil) in der Sohle des späteren Tunnels angelegt. Dieser Stollen diente auch der Entwässerung des Gebirges und erreichte an seinem südöstlichen Ende das spätere Portal. An zwei 80 bzw. 100 m langen Abschnitten, an der Stelle größer und kleinster Überdeckung, wurden Großräume mit einem Ausbruchsquerschnitt von bis zu 150 m² angelegt, um Erfahrungen für den Hauptvortrieb zu sammeln. In einem dieser Großräume wurde ein Fensterstollen angelegt, der später als dritter Angriffspunkt für den Tunnelvortrieb genutzt wurde. Dieser zweite Abschnitt nahm 23 Monate Bauzeit in Anspruch und kostete 15,0 Millionen D-Mark.
Für den nördlichen Voreinschnitt wurden zunächst 700.000 m³ Material ausgehoben. Am 12. Juli 1984 wurde der eigentliche Fahrtunnel durch die Tunnelpatin Ursula Späth, Ehefrau des baden-württembergischen Ministerpräsidenten Lothar Späth, angeschlagen. Zwischen Oktober 1984 und Mai 1987 folgte der eigentliche Vortrieb. Dabei wurden 430.000 m³ Massen ausgebrochen. Der Tunnel wurde von beiden Portalen und einem Fensterstollen (von dort in beiden Richtungen) in Spritzbetonbauweise bergmännisch vorgetrieben.
Während in den Schichten des Gipskeupers, im mittleren und östlichen Vortrieb, das Material überwiegend mit Tunnelbaggern mit Abschlagslängen von 1,20 m ausgebrochen wurde, wurde in den Schichten des Muschelkalks (Abschnitt West) ein Sprengvortrieb mit 2,50 m langen Sprengungen je Abschlag durchgeführt. Der Ausbruchsquerschnitt lag zwischen 114 und 260 m², der Nutzquerschnitt liegt zwischen 82 und 92 m² bzw. 210 m² (Westportal). Insgesamt wurden rund 430.000 m³ Material ausgebrochen. Je nach Gebirgsverhältnissen wurde zunächst eine 15 bis 30 cm dicke Spritzbetonschale hergestellt. Die Betonierung der zwischen 40 und 120 cm (Nordwestportal) dicken Innenschale erfolgte in Blöcken von jeweils 11 m Länge.

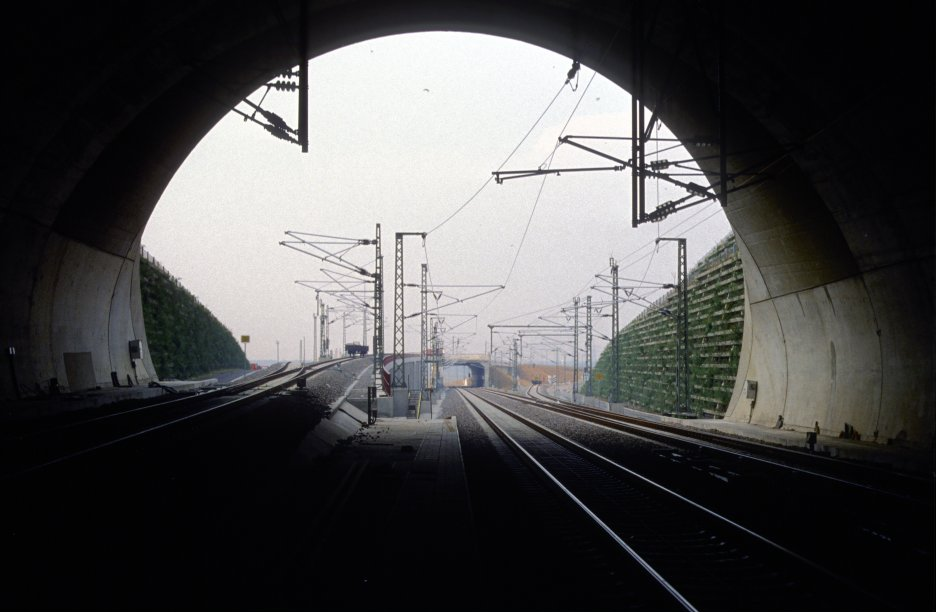
Blick aus dem Nordwestportal vor Fertigstellung der Strecke

Anfang 1986 hatte der Einbau der Innenschale vom Südostportal an bereits begonnen. Auf der Nordwestseite lief noch der Vortrieb.
Die Baukosten des Tunnels lagen bei 106 Mio. D-Mark (Preisstand: 1980er Jahre).
Mit dem Bau beauftragt war die ARGE Rollenbergtunnel aus den Unternehmen Bilfinger + Berger, C. Baresel, Ed. Züblin, Hochtief und Harsch.

### Betrieb
In der Nacht zum 18. November 2018 simulierten über 900 Kräfte die Entgleisung eines Intercity-Express im Rollenbergtunnel. An der größten Katastrophenschutzübung des Jahres in Baden-Württemberg nahmen auch zwei Rettungszüge der Deutschen Bahn teil. Zudem wurde die Patientenaufnahme und deren Weiterversorgung in der Fürst-Stirum-Klinik geprobt.
Im Juni 2020 wurden Weichen im Tunnel eingebaut.

## Technik
Das drei Gleise aufnehmende Nordwestportal misst eine lichte Breite von rund 24 m. Der anschließende Übergang in das zweigleisige Regelprofil erfolgt, auf einer Länge von 250 m, in einem Trompetenbauwerk. Die brüchigen Felswände im Voreinschnitt des Tunnels wurden mit rund 6.000 m² Betongitterwänden gesichert, für die aus ästhetischen Gründen eine Sonderkonstruktion entwickelt worden war.
Oberhalb des Nordwestportals befinden sich GSM- und LTE-Basisstationen der drei Netzbetreiber. Diese versorgen nicht nur über Antennen oberhalb des Portals den unmittelbar anschließenden Gleisbereich, sondern auch über eine Repeateranlage mit Glasfaseranbindung zu den Remote Units, den Rollenbergtunnel, außerdem den Tunnel Forst, den Altenbergtunnel, den Neuenbergtunnel und den Simonsweingartentunnel.
Die Versorgung des Tunnels mit GSM-R erfolgt über Basisstationen an beiden Tunnelportalen.